# سوپریر (کشتی دو دکله)
سوپریر (کشتی دو دکله) (به انگلیسی: Superior (schooner)) یک کشتی بود که طول آن ۶۲ فوت (۱۹ متر) بود. این کشتی در سال ۱۸۱۶ ساخته شد.